# Trust in Trance
 (octobre 2012).
Si vous disposez d'ouvrages ou d'articles de référence ou si vous connaissez des sites web de qualité traitant du thème abordé ici, merci de compléter l'article en donnant les références utiles à sa vérifiabilité et en les liant à la section « Notes et références ».
Albums de Astral Projection
The Astral Files
(1996) Dancing Galaxy
(1996)
Trust In Trance est un album d’Astral Projection sorti en 1996.

## Liste des pistes
| No | Titre                                | Durée |
| -- | ------------------------------------ | ----- |
| 1. | Kabalah                              | 9:28  |
| 2. | Enlightened Evolution                | 8:03  |
| 3. | The Feelings                         | 7:23  |
| 4. | Utopia                               | 9:38  |
| 5. | Black and White                      | 7:29  |
| 6. | People Can Fly                       | 9:55  |
| 7. | Radial Blur                          | 7:40  |
| 8. | Aurora Borealis                      | 8:03  |
| 9. | Still Dreaming (Anything Can Happen) | 7:47  |